# Calosoma striatum
Calosoma striatum är en skalbaggsart som beskrevs av Hatch. Calosoma striatum ingår i släktet Calosoma och familjen jordlöpare. Inga underarter finns listade i Catalogue of Life.